# Castello Piccolomini (Balsorano)
El Castello Piccolomini (en español Castillo Piccolomini) se encuentra en la ciudad italiana de Balsorano (en la Provincia de L'Aquila, región Abruzos).

## Historia
El Castello Piccolomini de Balsorano fue construido en 1460 por Antonio Piccolomini, sobrino del papa Pío II. En 1700 pasó a la familia Testa-Piccolomini, subsiguientemente a Carlo Lefebvre, don Pedro Álvarez del Toledo y en 1929 a la familia Fiastri-Zannelli.
Ahora es un hotel y se ha utilizado como localización para varias películas italianas.

## Características
El castillo tiene una planta pentagonal irregular con torres circulares en cada esquina. El edificio es de piedra y la entrada principal es a través del parque que lo rodea.
El patio interior tiene una planta a "L" con un pozo en el medio.